# 李志清 (马来西亚)
李志清（Cheng Lee，1978年12月24日—），马来西亚华语乐坛的词曲创作音乐人，2008年发行过个人创作专辑《Meet To Listen 在135公里等我》，收录个人演唱为阿杜、周华健、品冠、林宇中等歌手创作的歌曲。